# 宜西铁路
宜西铁路是中国一条建设中的连接中国四川省川南地区与攀西地区的铁路。